# Saint-Maurice-l'Exil
Saint-Maurice-l'Exil är en kommun i departementet Isère i regionen Auvergne-Rhône-Alpes i sydöstra Frankrike. Kommunen ligger i kantonen Roussillon som tillhör arrondissementet Vienne. År 2022 hade Saint-Maurice-l'Exil 6 722 invånare.

## Befolkningsutveckling
Antalet invånare i kommunen Saint-Maurice-l'Exil
Referens:INSEE